# Ulmeni
Ulmeni [ulˈmenʲ] (deutsch Ulmendorf, ungarisch Sülelmed) ist eine Kleinstadt im Kreis Maramureș im Norden von Rumänien und liegt am Fluss Someș. Die Stadt hatte – ohne ihre eingemeindeten Vororte – 7270 Einwohner (Stand 20. Oktober 2011).

## Verkehr
Ulmeni besitzt mit dem Bahnhof Ulmeni Sălaj einen Anschluss an die Bahnstrecke Jibou–Baia Mare sowie ehemals an die Bahnstrecke Ulmeni–Cehu Silvaniei.

## Sehenswürdigkeiten

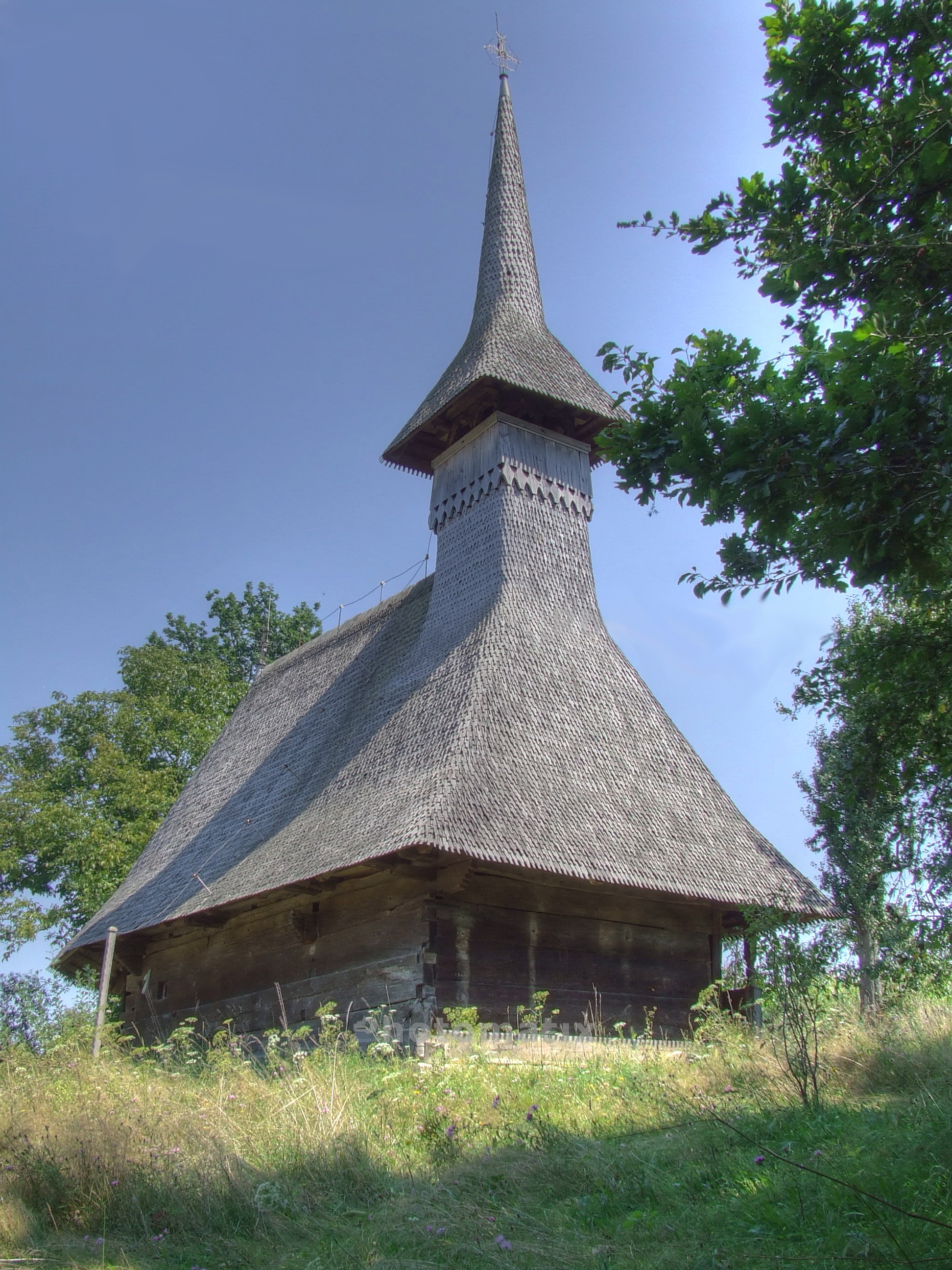
Holzkirche in Arduzel
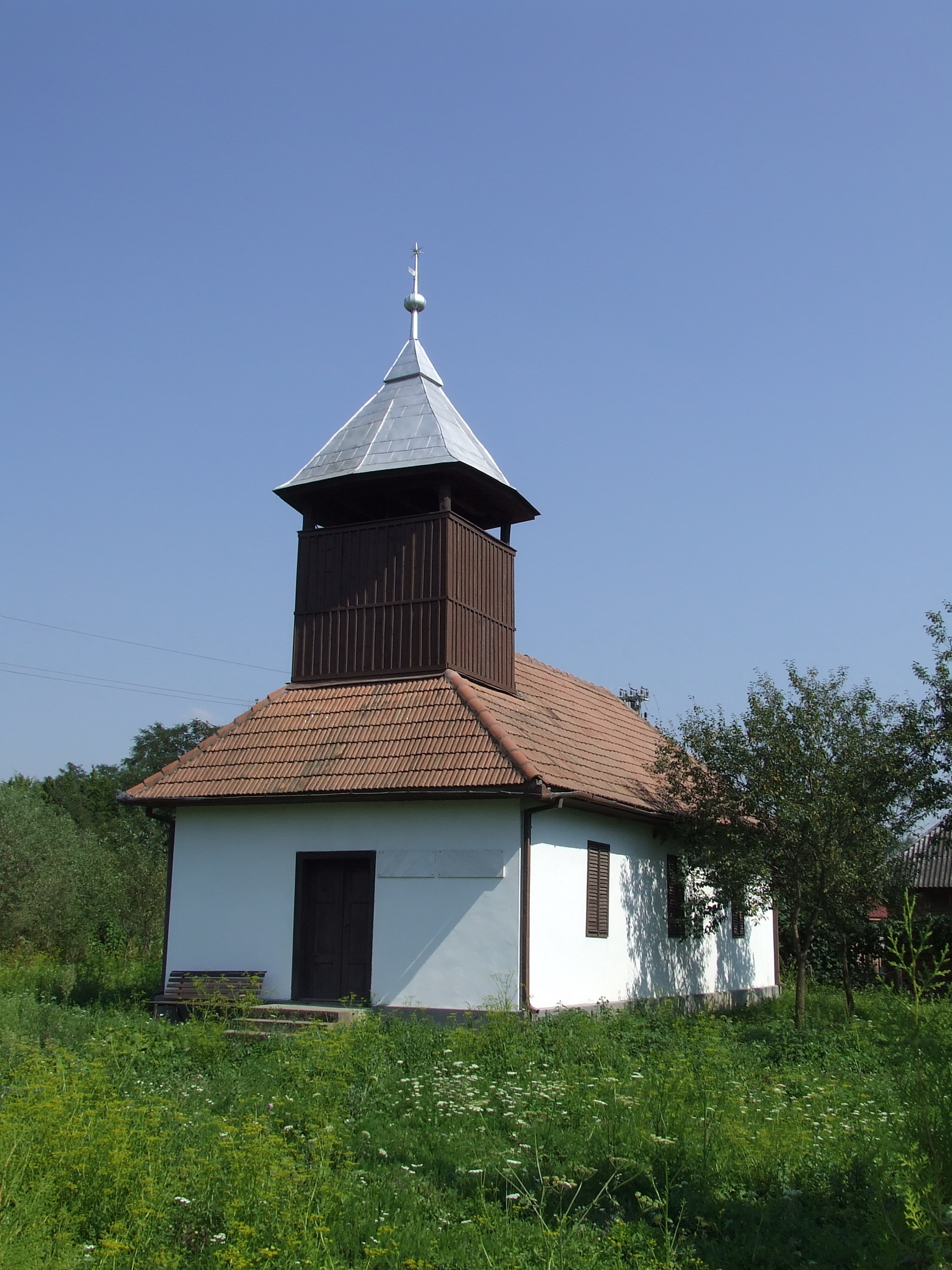
Holzkirche in Someș-Uileac
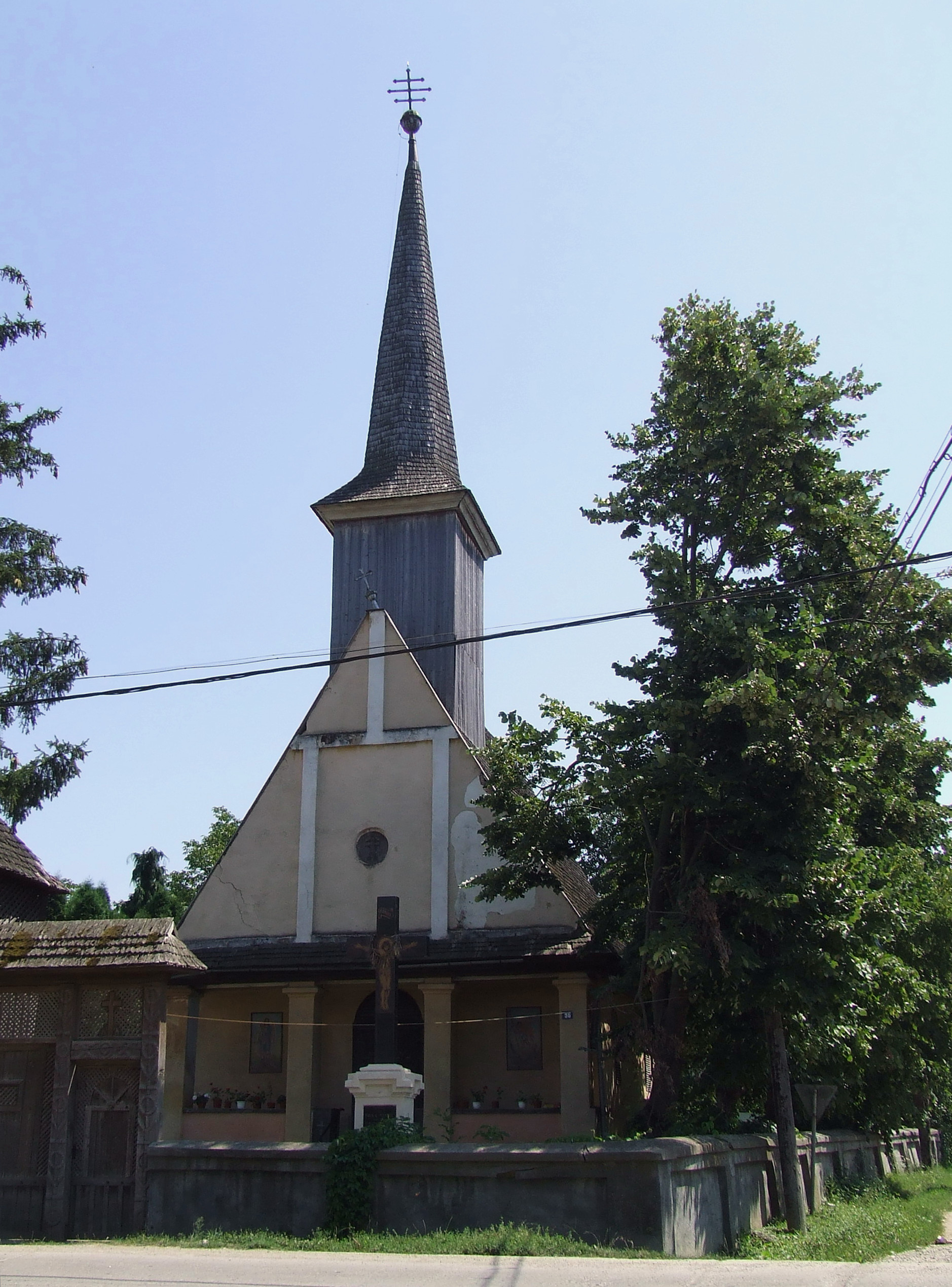
Holzkirche in Ulmeni